# Spilosmylus proximus
Spilosmylus proximus är en insektsart som beskrevs av Banks 1937. Spilosmylus proximus ingår i släktet Spilosmylus och familjen vattenrovsländor. Inga underarter finns listade i Catalogue of Life.